# Germanik
Germanik (Germanicus Julijus Caesar Claudianus, 24. svibnja 15. pr. Kr. – 10. listopada 19. godine), rimski vojskovođa, poznat po svojim pohodima u Germaniji i kao nesuđeni nasljednik cara Tiberija.
Bio je sin Druza, Tiberijeva brata i Antonije, kćeri Marka Antonija a ime je dobio u čast pobjeda njegovog oca protiv germanskih plemena. Tiberije ga je usvojio 4. godine i otada nosi ime Gaj Julije Cezar Germanik. Oženio je Agripinu, unuku cara Augusta, i imao devetero djece, od kojih su bili i Kaligula i Agripina mlađa, Klaudijeva žena i majka cara Nerona. Klaudije je bio Germanikov brat (dakle Klaudije je oženio - nećakinju!). Poslije pet mandata koje je odradio kao kvestor, 12. godine Germanik biva proglašen konzulom.
Germanik je podržavao Tiberija u batonskom ratu protiv panonskih plemena tijekom vladavine cara Augusta, a 14. godine poslije Augustove smrti i proglašenja Tiberija carem, Senat ga imenuje zapovjednikom snaga u provinciji Germaniji. Tijekom sljedeće dvije godine nastavlja pokušaje svojeg oca Druza da pokori Germane. S osam legija prodire duboko u Germaniju, istočno od Rajne, i s heruskim knezom Arminijem, glavnim svojim protivnikom, vodi ujednačenu bitku. Iako je po Tacitu, jedinom izvoru iz tog vremena, Germanik uspio prodrijeti sve do Idizijaviza i pobijediti dva puta Arminija, on nije uspio uspostaviti red u Germaniji pa ga je Tiberije povukao u Rim, gdje je nagrađen trijumfalno.
Tiberije ga šalje u Istočno carstvo, i putuje preko Grčke i Male Azije u Siriju, a otuda u Egipat i ponovno nazad u Siriju. U tim svojim putovanjima pobjeđuje i osvaja kraljevstva Kapadocije i Komagene. Ondje je obavio i zadaću očuvanja tampon država na istočnim rimskim granicama, pa je zaključio sporazum s Artabanom II., u kojem ga je priznao kraljem Kraljevstva Armenije i prijateljem Rimljana. 
Razbolijeva se i umire u Aleksandriji. Pošto je bio u svađi s upraviteljem Sirije, Gnejom Karpunijem Pisom, špekulira se da ga je isti i otrovao, navodno po naređenju Tiberija. Međutim, točne okolnosti njegove smrti nisu nikad razjašnjene.
Germanik je, za razliku od njegovog poočima, bio omiljen u cijelom Carstvu, što se moglo i vidjeti po tuzi nakon njegove smrti. Nakon njegove smrti, mnogobrojni spomenici su ukazivali na naklonjenost i štovanje Rimljana njegovom liku.